# Tilney All Saints
Tilney All Saints è un villaggio e parrocchia civile dell'Inghilterra, appartenente alla contea del Norfolk.